# پلیس بورلی هیلز
پلیس بورلی هیلز (به انگلیسی: Beverly Hills Cop) فیلمی کمدی-پلیسی محصول سال ۱۹۸۴ آمریکا به کارگردانی مارتن برست است. این فیلم اولین قسمت از سری فیلم‌های پلیس بورلی هیلز است و پس از آن دو قسمت دیگر از این فیلم با نام‌های پلیس بورلی هیلز ۲ و پلیس بورلی هیلز ۳ ساخته شد. در این فیلم بازیگرانی همچون ادی مورفی، جاج رینهولد، جان اشتون، لیسا ایلبچر، رونی کوکس، استیون برکوف، جیمز روسو، جاناتان بنکس، استیون الیوت، گیل هیل، برانسون پینچوت، پل رایزر و دیمون وینز ایفای نقش کرده‌اند.